# Zsibrik
Zsibrik (németül: Sibrick) 1959 óta Mőcsényhez tartozó, egykor önálló község a Völgységben.

## Neve
Nevét a németek úgy magyarázták, hogy a falu felé vezető rossz úton elakadt szekeresek lovaiknak ezt kiabálták: sib-curükk (told vissza!).

## Fekvése
Mőcsény központjától mintegy 3 kilométerre délre helyezkedik el. További szomszédai: északkelet felől Palatinca (ugyancsak Mőcsény településrésze, ~3 kilométerre), délkelet felől Bátaapáti (légvonalban kevesebb, mint 2 kilométerre), délnyugat felől Ófalu (mintegy 5 kilométerre), nyugat felől pedig Cikó, körülbelül hasonló távolságra.
A két legközelebbi város Bátaszék és Bonyhád, mindkettőtől közel azonos távolságra, nagyjából 15-15 kilométerre fekszik.

### Megközelítése
Zsáktelepülés, közúton csak egy útvonalon érhető el, a Bátaszéket Bonyháddal (illetve az 56-os és a 6-os főutakat) összekötő 5603-as útról Mőcsény belterületének délkeleti szélénél letérve, egy számozatlan, alsóbbrendű önkormányzati úton.
Vasútvonal nem érinti, vasúti csatlakozási lehetőség ennek ellenére található a közelében, mivel a Dombóvár–Bátaszék-vasútvonal Mőcsény megállóhelye szinte pontosan ugyanott létesült, ahol a Zsibrikre vezető út is kiágazik az 5603-as útból.

## Története
Aprófalvas térségben található, de a környező településekhez képest is kis népességű volt. evangélikus temploma 1823-ban épült.
Vályi András szerint „Német falu Baranya Várm. földes Ura Pertzel Uraság, lakosai katolikusok, és evangelikusok, fekszik Bonyhadtól 1 órányira; szántó földgyei egyenetlenek, borai sem derekasak, határja 3 nyomásbéli, réttye alkalmatos szénát terem.”
1851-ben Fényes Elek ezt írta róla: „Zsibrik német falu, Baranya vmegyében, 317 evang., 34 ref., 7 kath., 79 zsidó lak. Az evang. fiókgyülekezet az apáti anyaekklézsiához tartozik. Dohányt és bort termeszt. F. u. a Perczel család, s ut. p. Bonyhád.”
Népessége kedvezőtlen közlekedési helyzete és mezőgazdasági adottságai miatt a 20. században folyamatosan csökkent, e folyamatot a népességének nagy részét kitevő német anyanyelvű lakóinak második világháború utáni kitelepítése tovább gyorsította.
A korábban önálló község Baranya vármegye Pécsváradi járásához tartozott. 1959-ben a szomszédos, de Tolna megyéhez tartozó Mőcsényhez csatolták. Sokáig nem kapott bekötőutat, így rohamosan elnéptelenedett. 1990-ben a református egyház rehabilitációs központot nyitott.
2001-ben 24 lakosa volt.

## Nevezetességek
- Evangélikus templom és temető. A templomot 2015 októberében lebontották [5]
- Fachwerk (hagyományos német favázas) épületek
- Halastó
- KIMMTA Drogterápiás Intézet

## Érdekességek
A mőcsényiek csúfneve régen opszë (ökör) volt. A zsibrikieket krószë-óvere (nagy sütő), krószë-tepszi (nagy tepsi), sivërëkë-jászl (zsibriki kelekótyák), sivrëkë-jászlmann (zsibriki kelekótya emberek) csúfnevekkel illették a környező német falvak lakói.

## Külső hivatkozások
- Fotó a templom belsejéről Archiválva 2015. november 10-i dátummal a Wayback Machine-ben – Panoramio
- Kallódó Ifjúságot Mentő Missziós Támogató Alapítvány
- Megszerettetik a józanságot – húszéves a zsibriki drogterápiás intézet – Ma.hu, 2010. november 23.